# Daníel Hilmarsson
Daníel Þór Hilmarsson (* 8. Februar 1964 in Dalvík) ist ein  ehemaliger isländischer Skirennläufer.

## Karriere
Daníel Hilmarsson nahm an den Olympischen Winterspielen 1988 teil. Er belegte im Slalom- den 24. und Riesenslalomrennen den 42. Platz. Außerdem ging er im Super-G an den Start, konnte das Rennen jedoch nicht beenden. Darüber hinaus nahm er 1985 und 1987 an den Alpinen Skiweltmeisterschaften teil, wobei er sein bestes Ergebnis hier 1985 in Bormio mit Rang 32 im Riesenslalom erreichte.

## Erfolge

### Olympische Winterspiele
- Calgary 1988: 24. Slalom, 42. Riesenslalom, DNF Super-G

### Weltmeisterschaften
- Bormio 1985: 32. Riesenslalom, DNF Slalom[2]
- Crans-Montana 1987: 48. Riesenslalom[3], DNF Slalom[4]